# L'Harmonie familiale
Pour plus de détails, voir Fiche technique et Distribution.
L'Harmonie familiale est un film français réalisé par Camille de Casabianca, sorti en 2013.

## Synopsis
René sort de l'hôpital psychiatrique ; Victoire quitte Sciences Po ; Béatrice et Jean partent de Gif-sur-Yvette tandis que Casimir remonte d'un bar louche et Émile descend d'un « cloud ». Agitée de sentiments contradictoires, Laurence s'apprête à recevoir la petite famille qui converge chez elle pour un réveillon de Noël où l'on a décidé de ne pas se faire de cadeaux.

## Fiche technique
- Titre : L'Harmonie familiale
- Réalisation : Camille de Casabianca
- Scénario : Camille de Casabianca
- Directeur de la photographie : Jérôme Alméras
- Son : Dominique Davy, Bruno Tarrière
- Musique : Jorge Arriagada
- Montage : Laurent Rouan, Isabelle Manquillet
- Production : André Bouvard
- Société de production : Félix Films
- Pays d'origine :  France
- Format : Couleurs
- Genre : comédie
- Durée : 72 minutes
- Date de sortie : France : 29 mai 2013

## Distribution
- Georges Corraface
- Sophie Deschamps
- Philippe Caubère
- Camille de Casabianca
- Ged Marlon
- Georges Kiejman
- Didier Flamand
- Eric Seigne
- Salomé Berlioux
- Makhedjouf
- Maxime Coggio
- Benoît Szakow